# 德拉蘭特峰

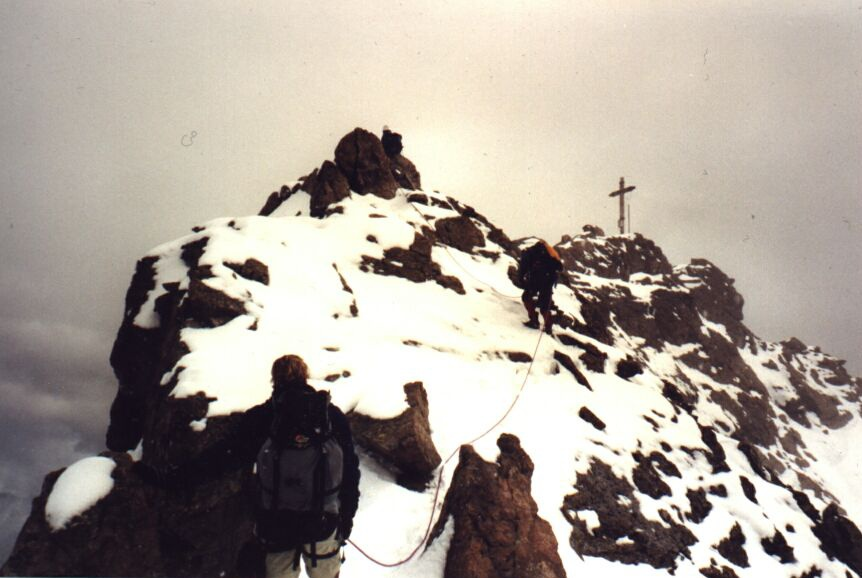

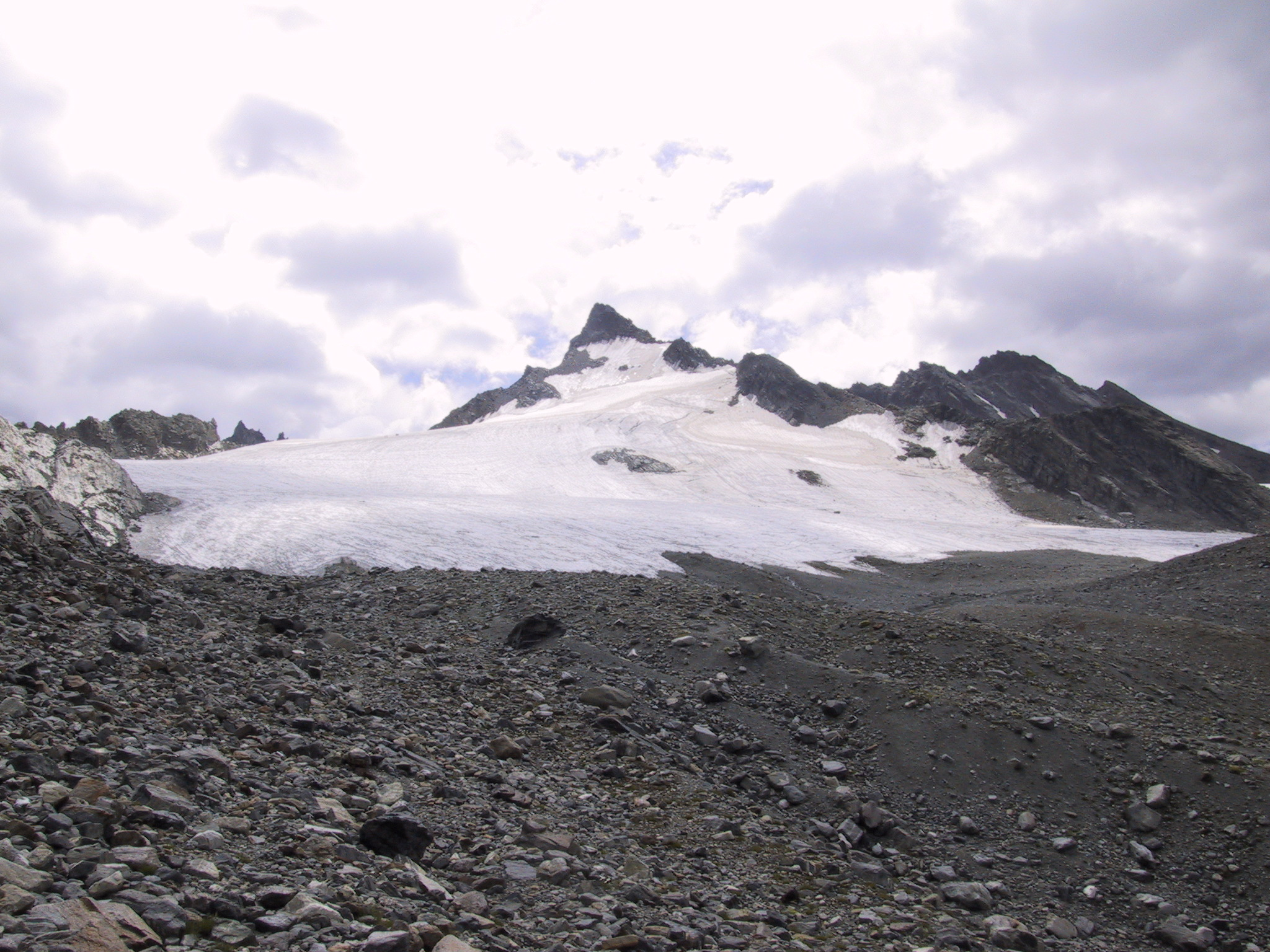

46°51′04″N 10°08′41.2″E / 46.85111°N 10.144778°E
德拉蘭特峰（德語：Dreiländerspitze），是歐洲的山峰，位於奧地利和瑞士接壤的邊境，屬於錫爾夫雷塔阿爾卑斯山脈的一部分，海拔高度3,197米，人類在1870年首次登上該山峰。